# Photographies magazine
Photographies magazine est un mensuel français consacré à la photographie, paru de 1987 à 1997, fondé et dirigé par Jacques Ascher. 
La rédaction était initialement composée de Gabriel Bauret, Louis Mesplé, Nicole Neltner et Paul Khayat. Expérience unique d'un périodique à large diffusion consacré à la photographie sous toutes ses formes, qui évite autant l'érudition des revues spécialisées que le racolage visuel des magazines d'images, cette publication n'a pas survécu à la désorientation des pratiques photographiques par le numérique. 
Le magazine compte quatre-vingt-dix numéros publiés.